# Combretum glaucocarpum
Combretum glaucocarpum är en tvåhjärtbladig växtart som beskrevs av Carl Friedrich Philipp von Martius. Combretum glaucocarpum ingår i släktet Combretum och familjen Combretaceae. Inga underarter finns listade i Catalogue of Life.